# Andrenosoma avicenniae
Andrenosoma avicenniae là một loài ruồi trong họ Asilidae. Andrenosoma avicenniae được Farr miêu tả năm 1965.